# Monster Boy: Hwayi
Pour plus de détails, voir Fiche technique et Distribution.
Monster Boy: Hwayi (hangeul : 화이: 괴물을 삼킨 아이, RR: Hwai: Goemureul samkin ai) est un film d'action sud-coréen réalisé par Jang Joon-hwan, sorti en 2013.
En France, il sort en 2014, directement en DVD ou Blu-ray.

## Synopsis
Hwayi a cinq pères, tous des criminels célèbres, avec qui il est terriblement en colère après avoir découvert une vérité choquante.

## Fiche technique
- Titre : Monster Boy: Hwayi (DVD et Blu-ray)
- Titre original : 화이 : 괴물을 삼킨 아이 (Hwai: Goemureul samkin ai)
- Autre titres : Hwayi ou Hwayi: A Monster Boy
- Réalisation : Jang Joon-hwan
- Scénario : Park Ju-seok
- Photographie : Kim Ji-yong
- Montage : Kim Jae-bum et Kim Sang-bum
- Musique : Mowg
- Production : Lee Dong-ha, Jun-dong Lee
- Sociétés de production : Now Film et Pine House Film
- Société de distribution : Showbox/Mediaplex
- Pays d'origine : Corée du Sud
- Langue originale : coréen
- Format : couleur - 2.35 : 1 - Dolby Digital - 35 mm
- Genre : action et thriller
- Durée : 125 minutes
- Date de sortie :
  -  Corée du Sud : 9 octobre 2013
  -  France : 29 octobre 2014 (DVD et Blu-ray)

## Distribution
- Kim Yoon-seok : Seok-tae
- Yeo Jin-goo : Hwayi
- Jo Jin-woong : Gi-tae
- Jang Hyeon-seong : Jin-seong
- Kim Seong-gyoon : Dong-beom
- Park Hae-joon : Beom-soo
- Yoo Yeon-seok : Park Ji-won
- Nam Ji-hyun : Yoo-kyeong
- Lee Geung-young : Im Hyung-taek

## Production
Le tournage a eu lieu entre 10 décembre 2012 et 25 avril 2013, à Daejeon.

## Accueil

### Sortie
Hwayi sort le 9 octobre 2013 en Corée du Sud.
En France, un an après la sortie sud-coréenne, il sort en DVD ou Blu-ray à partir du 29 octobre 2014 sous le titre Monster Boy : Hwayi.

### Box-office
| Pays ou région | Box-office        | Date d'arrêt du box-office | Nombre de semaines |
| -------------- | ----------------- | -------------------------- | ------------------ |
| Monde          | —                 | —                          | —                  |
| Corée du Sud   | 2 392 044 entrées | 10 novembre 2013           | 6                  |

En deux jours d'affilée, après sa sortie nationale, Hwayi : A Monster Boy se trouve à la première place du box-office avec 126 547 entrées pour un cumul de 494 464 entrées. Le premier week-end se cumule 1 213 924 entrées. Au bout de la troisième semaine, détrôné par Gravity de Alfonso Cuarón ayant attiré 828 036 spectateurs en une semaine, il compte 365 175 entrées pour cumuler 1 918 473 entrées dans 552 salles.

## Distinctions

### Récompenses
- Blue Dragon Film Awards 2013[6],[7] :
  - Meilleur nouvel acteur (Yeo Jin-goo)
  - Meilleure musique (Mowg)